# Cantone di Le Pays Messin
Il Cantone di Le Pays Messin è una divisione amministrativa dell'Arrondissement di Metz-Campagne.
È stato costituito a seguito della riforma approvata con decreto del 18 febbraio 2014, che ha avuto attuazione dopo le elezioni dipartimentali del 2015.

## Composizione
Comprende i seguenti 51 comuni:
- Antilly
- Argancy
- Ars-Laquenexy
- Ay-sur-Moselle
- Bazoncourt
- Burtoncourt
- Chailly-lès-Ennery
- Charleville-sous-Bois
- Charly-Oradour
- Chesny
- Chieulles
- Coincy
- Colligny
- Courcelles-Chaussy
- Courcelles-sur-Nied
- Ennery
- Les Étangs
- Failly
- Flévy
- Glatigny
- Hayes
- Jury
- Laquenexy
- Maizeroy
- Maizery
- Malroy
- Marsilly
- Mécleuves
- Mey
- Montoy-Flanville
- Noisseville
- Nouilly
- Ogy
- Pange
- Peltre
- Raville
- Retonfey
- Saint-Hubert
- Saint-Julien-lès-Metz
- Sainte-Barbe
- Sanry-lès-Vigy
- Sanry-sur-Nied
- Servigny-lès-Raville
- Servigny-lès-Sainte-Barbe
- Silly-sur-Nied
- Sorbey
- Trémery
- Vantoux
- Vany
- Vigy
- Vry